# 商業誌
商業誌（しょうぎょうし）とは、商業出版社が営利を主な目的として発行する雑誌のことである。商業雑誌（しょうぎょうざっし）、商業出版誌（しょうぎょうしゅっぱんし）ともいう。
出版者・出版形態による雑誌の分類の一つで、会員制あるいは実費で頒布される学会誌・協会誌、政府刊行物、大学や研究所などの紀要、無償配布される社内報やPR誌、同人誌などとは区別される。一般に書店などを通じて販売される。

## 商業誌と同人誌
同人用語においては、「商業誌」は「書店を通じた一般販売を目的として出版される雑誌」や「出版社から刊行される雑誌」といった意味合いで用いられることが多い。しかし、同人誌の定義（範囲）自体に、曖昧さや時期（年代）による変遷があることから、「同人誌が持つ特徴のうちのどの部分と対比しているか」、「いつ書かれた文章に使われているのか」といった条件により、「商業誌」という語が示す範囲には幅が生じることになる。
例えば、同人誌の発行で利益を上げる者がほとんどいなかった1980年代初め頃には「商業誌」という語は「販売による利益を目的として出版される雑誌」といった意味で使われる場合もあった。